# Cymindis longstaffi
Cymindis longstaffi es una especie de coleóptero de la familia Carabidae.

## Distribución geográfica
Habita en China.